# Душан Русалић
Душан Русалић (Београд, 1945) је српски вајар.

## Биографија
Рођен је 1945. године у Београду. Дипломирао је вајарство на Факултету ликовних уметности Универзитета уметности у Београду. Радио је на Факултету примењених уметности Универзитета уметности у Београду од 1998. до 2014. Изабран је у звање редовног професора на предмету Моделовање 2010. године. Члан је Удружења ликовних уметника Србије и Удружења ликовних уметника примењених уметности и дизајнера Србије. Учествовао је на бројним изложбама у земљи и иностранству. Излагао је на преко двеста групних изложби са више реализованих дела у области вајарства, керамике и графичког дизајна. Имао је три самосталне изложбе и добитник је награде „Златни беочуг” за трајан допринос култури Београда.